# ابن بطوطه (دهانه)
ابن بطوطه یک دهانه برخوردی در ماه‌ است.